# Ribera d’Ebre
Ribera d’Ebre, także Ribera de Ebro – comarca (powiat) w Katalonii w Hiszpanii. Comarca w całości leży w prowincji Tarragona. Zajmuje powierzchnię 827,3 km² i liczy 22 925 mieszkańców. Siedzibą comarki jest Mora de Ebro.

## Gminy
- Ascó
- Benissanet
- Flix
- Garcia
- Ginestar
- Miravet
- Mora de Ebro
- Móra la Nova
- La Palma d’Ebre
- Rasquera
- Riba-roja d’Ebre
- Tivissa
- La Torre de l’Espanyol
- Vinebre